# Національна народна асамблея Гвінеї-Бісау
Національна народна асамблея Гвінеї-Бісау (порт. Assembleia Nacional Popular da Guiné-Bissau) є однопалатним парламентом Гвінеї-Бісау, єдиним законодавчим органом Гвінеї-Бісау. Він складається з 102 членів (депутатів), які обиралися на п'ятирічний термін. 2 місця зарезервовані для громадян Гвінеї-Бісау, які проживають за кордоном, проте в даний час вони вакантні. Депутати обираються за пропорційною виборчою системою.